# Burgstall Hartmannshof
Der Burgstall Hartmannshof ist eine abgegangene hochmittelalterliche Turmburg im Neubaugebiet „Fleck“ von Hartmannshof (Fleckstraße), einem heutigen Gemeindeteil der Gemeinde Pommelsbrunn im Landkreis Nürnberger Land in Bayern.
1982 wurden im historischen „Weidental“, dem heutigen Neubaugebiet „Fleck“, die Fundamente einer Turmburg, eines vermutlichen quadratischen Wohnturms mit einer Mauerstärke von etwa 2 Meter freigelegt. Die Art des Mauerwerkes mit Quadersteinen lässt auf eine Entstehung der Burg zu Zeiten der Grafen von Sulzbach, demnach deutlich vor 1188, schließen, wofür auch der erhaltene Bestand aus quadratischen, rechteckigen und teils auch hochkant gestellten flachen Werksteinen spricht. Weiter wurde eine Brandschicht über einem 0,2 m starken Estrichboden gefunden, die auf eine Brandzerstörung weist. Die Mauerreste wurden nach der Ausgrabung aufgrund des Neubaugebietes wieder verfüllt und überbaut.
Die Tallage der Burgstelle weist mit viel größere Wahrscheinlichkeit auf den 1325 bezeugten „Turm im Weidental“ hin als auf den Burgstall Breitenthal auf einem Bergsporn bei Breitenthal, einem Gemeindeteil von Weigendorf. 
In der Urkunde vom 26. August 1325 verbot König Ludwig der Bayer dem Konrad Schenk von Reicheneck das durch Nürnberger Truppen im Krieg gegen die Schenken zerstörte  castrum (genannt als Turm im Weidental) wieder aufzubauen.